# Nazionale maschile di pallacanestro del Sudafrica
La nazionale di pallacanestro del Sudafrica è la rappresentativa cestistica del Sudafrica ed è posta sotto l'egida della Federazione cestistica del Sudafrica.

## Piazzamenti

### Campionati africani
- 1997 - 9°
- 1999 - 12°
- 2001 - 12°
- 2003 - 7°
- 2005 - 12°

- 2007 - 13°
- 2009 - 15°
- 2011 - 14°
- 2017 - 15°

## Formazioni

### Campionati africani
Campionato africano maschile di pallacanestro 19974 Uniacke, 5 Dely, 6 Mendes, 7 Ktze, 9 Ponsford, 10 Thompson, 11 Gilchrist, 12 Hold, 13 Price, 14 Wraigt, 15 Tsosane,        All. -
Campionato africano maschile di pallacanestro 19994 Mazibuko, 5 Madondo, 6 Nthuping, 8 Mashiane, 9 Letsebe, 10 Gilchrist, 11 Mabaso, 12 Tsosane, 13 Letwaba, 14 Uniacke,        All. -
Campionato africano maschile di pallacanestro 20014 Mazibuko, 5 Ngcobo, 6 Denyssen, 7 Maepa, 8 Mokoena, 9 Jesinskis, 10 Madondo, 11 Gilchrist, 12 Molebatsi, 13 Ntunja, 14 Trauernicht, 15 Uniacke,        All. Zoran Zupčević
Campionato africano maschile di pallacanestro 2003Madondo, Mndaweni, Mazibuko, Ngoobo, Motaung, Nthuping, Mtimkulu, Tsakani, Denissen, Moiloa, Kgwedi, Molebatsi, All. Sam Vincent
Campionato africano maschile di pallacanestro 20054 Mazibuko, 5 Denyssen, 6 Nthuping, 7 Engelbrecht, 8 Malan, 9 Sibankulu, 10 Madonda, 11 Gilchrist, 12 Molebatsi, 13 Mothiba, 14 Ngobeni, 15 Trauernicht,        All. Terry Pretoritis
Campionato africano maschile di pallacanestro 20074 Denyssen, 5 Mazibuko, 6 Nthuping, 7 Engelbrecht, 8 Motaung, 9 Thabang Kgwedi, 10 Mndawent, 11 Ngobeni, 12 Molebatsi, 13 Mothiba, 14 Dlamini, 15 Letsebe,        All. Florsheim Ngwenya
Campionato africano maschile di pallacanestro 20094 Denyssen, 5 Dlamini, 6 Nthuping, 7 Mazibuko, 8 Motaung, 9 Kgwedi, 10 Gabriel, 11 Sibankulu, 12 Mothiba, 13 Kalombo, 14 Nephawe, 15 Letsebe,        All. Mlungisi Ngwenya
Campionato africano maschile di pallacanestro 20114 Dlamini, 5 Mettler, 6 Avenant, 7 Loate, 8 Keogatile, 9 Kgwedi, 10 Marhanele, 11 Sibankulu, 12 Mothiba, 13 Kalombo, 14 Gabriel, 15 Letsebe,        All. Mlungisi Ngwenya
Campionato africano maschile di pallacanestro 20174 T. Sithole, 6 S. Gabriel, 7 Selepe, 9 Ngoetjana, 10 Marhanele, 11 S. Sithole, 12 Mothiba, 13 van der Bijl, 14 Ngoebeni, 15 Tholo, 16 R. Prinsloo, 21 C. Gabriel, 23 P. Prinsloo,        All. Craig Gilchrist

## Nazionali giovanili
- Nazionale Under-18
- Nazionale Under-16